# Tove Alexandersson
Tove Malin Frida Alexandersson, född 7 september 1992 i Borlänge i Dalarna, är en svensk orienterare, skidorienterare och skidalpinist. Hon tävlar för Stora Tuna OK.
Inom både orientering och skidorientering har Tove Alexandersson under 2010-talet utvecklats till den dominerande idrottskvinnan internationellt. 2011 vann hon sin första VM-medalj i orientering som senior, och fram till och med 2025 har hon vunnit 36 VM-medaljer (varav 23 guld) och 16 EM-medaljer (varav tio guld).
Med sina 23 guldmedaljer vid världsmästerskapen har hon uppnått samma antal som den schweiziska Simone Niggli.  Alexandersson håller dessutom rekordet för antal guldmedaljer i rad vid VM genom att vinna 11 stycken  mellan 2018 och 2022.
Inom skidorientering har hon fram till och med 2024 vunnit 15 VM-medaljer (varav tio guld) och 13 EM-medaljer (varav sex guld). Tove Alexandersson har vunnit världscupen i orientering 2014, 2015, 2016, 2017, 2018, 2019, 2021, 2022 och 2023.
Hon har prövat på en tredje sport, skyrunning, löpning i höga berg. Hon vann VM-guld i denna sport 2018, och blev regerande världsmästare i tre sporter samtidigt.

## Meriter

### Orientering
Alexandersson tog guld i nattorientering och brons över ultralångdistans på orienterings-JSM 2008 samt vann guld på medeldistansen vid JVM 2009. Hon har även tagit fyra totalsegrar i ungdomsklass på O-Ringen och vunnit ungdoms-SM två gånger.
År 2011 vann hon  damernas seniorklass på O-Ringen.. 
År 2014 vann hon för första gången den totala världscupen. I maj 2016 vann Alexandersson två guld på EM i Jeseník i Tjeckien. De båda gulden, på lång- och medeldistans, var hennes första stora mästerskapssegrar på seniornivå. 2017 vann hon världscupen i orientering, efter att ha segrat i fem av de tio deltävlingarna. Detta var fjärde året i följd som världscupen vanns av Tove Alexandersson. Efter säsongsavslutningen utsågs hon för femte gången till Årets orienterare av Svenska Orienteringsförbundet. Under 2018 vann hon två guld och ett silver vid EM-tävlingarna i schweiziska Ticino. Under VM-tävlingarna 2018 i Riga senare på säsongen tog hon två guld (långdistans och sprintstafett) och två silver (sprint och stafett). Under 2018 tog hon även sin femte raka världscupseger.
I VM-sammanhang hade Tove Alexandersson till och med 2019 vunnit tio guld, åtta silver och tre brons. Hon inledde med brons i stafett på VM 2011, och vid VM 2012 tog hon silver både på medeldistans och i stafett. På VM 2013 erövrade hon två nya silver, på lång- och medeldistans. VM 2014 blev medaljskörden två silver (sprint och långdistans) och två brons (medeldistans och stafett). Vid VM 2015 nådde hon som bäst fjärdeplats på långdistans, efter en fotskada. Vid VM 2016 i Tanum och Strömstad i Sverige erövrade hon dock guld på både medel- och långdistans. Vid VM 2017 i estländska Tartu vann hon tre guld (långdistans, medeldistans och stafett).
Under VM 2019 i norska Østfold vann hon tre guld (långdistans, medeldistans och stafett). Under VM 2021 i Tjeckien skrev hon historia med att ta fem guld i samma mästerskap i samtliga distanser (sprint, sprintstafett, medeldistans, stafett och långdistans) vilket ingen annan har gjort tidigare. Vid VM 2022 tog Alexandersson två guld (knockout-sprint och sprintstafett). Och vid Europamästerskapen i orientering 2022 tog Alexandersson ett silver (långdistans) och ett guld (stafett). Vid VM 2023 i Schweiz tog hon guld på medeldistansen och i stafett samt silver på långdistansen. och vid den gemensamma avslutningen av 2023 års världscup och 2023 års EM i Italien tog hon två guld i sprintstafett och knockout sprint samt ett silver i sprint.
Vid VM 2024 tog Alexandersson två guld (sprint och knockout-sprint). . Hon tog även guld (långdistans) och brons (stafett) tillsammans med Johanna Ridefelt och Hanna Lundberg vid EM 2024 i Mór, Ungern.
Alexandersson har vunnit den totala världscupen nio gånger i följd 2014-2023 (säsongen 2020 inställd på grund av Covid).

#### SM
Som senior har Alexandersson vunnit ett flertal medaljer vid svenska mästerskap i orientering.
| Säsong | Disciplin      | Placering |
| ------ | -------------- | --------- |
| 2010   | Stafett        | 1:a       |
| 2012   | Stafett        | 1:a       |
| 2013   | Långdistans    | 1:a       |
| 2013   | Medeldistans   | 1:a       |
| 2013   | Ultra          | 1:a       |
| 2013   | Stafett        | 1:a       |
| 2014   | Långdistans    | 1:a       |
| 2014   | Medeldistans   | 1:a       |
| 2014   | Sprint         | 1:a       |
| 2015   | Sprint         | 1:a       |
| 2015   | Ultra          | 1:a       |
| 2015   | Sprintstafett  | 1:a       |
| 2016   | Långdistans    | 1:a       |
| 2016   | Medeldistans   | 1:a       |
| 2016   | Sprint         | 1:a       |
| 2016   | Ultra          | 1:a       |
| 2017   | Långdistans    | 1:a       |
| 2017   | Medeldistans   | 1:a       |
| 2017   | Sprint         | 1:a       |
| 2017   | Ultra          | 1:a       |
| 2017   | Stafett        | 1:a       |
| 2017   | Sprintstafett  | 1:a       |
| 2018   | Långdistans    | 1:a       |
| 2018   | Sprint         | 1:a       |
| 2018   | Ultra          | 1:a       |
| 2018   | Sprintstafett  | 1:a       |
| 2019   | Långdistans    | 1:a       |
| 2019   | Medeldistans   | 1:a       |
| 2019   | Sprintstafett  | 1:a       |
| 2020   | Medeldistans   | 1:a       |
| 2020   | Sprint         | 1:a       |
| 2020   | Sprintstafett  | 1:a       |
| 2021   | Sprintstafett  | 1:a       |
| 2022   | Långdistans    | 1:a       |
| 2022   | Medeldistans   | 1:a       |
| 2022   | Knockoutsprint | 1:a       |
| 2023   | Långdistans    | 1:a       |
| 2023   | Medeldistans   | 1:a       |
| 2023   | Stafett        | 1:a       |
| 2024   | Långdistans    | 1:a       |
| 2024   | Medeldistans   | 1:a       |
| 2025   | Medeldistans   | 1:a       |
| 2025   | Stafett        | 2:a       |

### Skidorientering
Även i skidorientering har Tove Alexandersson ett antal medaljer vid stora mästerskap. Som junior har hon tagit åtta VM-guld, tre silver och ett brons.
I junior-VM 2011 tog hon två individuella guld, ett silver samt brons i stafetten. Detta följdes senare upp på VM (senior) samma år, där hon blev världsmästare på sprintdistansen.
2013 vann Alexandersson VM-guld på sprint och sprintstafett, medan hon tog silver på stafett och distans. År 2015 blev hon på nytt sprintvärldsmästare i skidorientering, och hon deltog ånyo i det guldvinnande svenska stafettlaget.
I VM 2017 vann Alexandersson sprintstafetten tillsammans med Erik Rost. På sprinten försvarade hon sitt guld vilket blev fjärde guldet i rad i sprint på VM; dessutom vann hon medeldistansen.
I EM 2018 vann Tove Alexandersson tre guld. Under VM 2019 individuella två guld och ett silver samt ett silver i stafett.

### Skyrunning
I september 2018 vann Tove Alexandersson VM-guld i skyrunning i Kinlochleven i Skottland. Banan var 29 km lång och hade cirka 2 500 meters stigning. Det var hennes andra skyrunninglopp någonsin och första mästerskap, och hon var efter det regerande världsmästare i tre sporter och fyra grenar individuellt och två stafettgrenar.

### Skidalpinism
Vintern 2019–2020 satsade hon på en ny sport, skidalpinism, och avstod från skidorientering. Hon nådde en femte plats i världscupen i denna för henne nya sport. Vintern 2020–2021 fick hon flera andraplatser innan hon vann en världscuptävling. I mars 2021 vann hon VM-brons och är därmed VM-medaljör i fyra olika sporter.

### Traillöpning
Den 10 juni 2023 tog Alexandersson silvermedalj vid världsmästerskapen i traillöpning i Tyrolen i Österrike. Hon tävlade i klassen "Classic up and down" över 13,7 km och 750 höjdmeter.

## Utmärkelser och priser
- H. M. Konungens medalj i guld för förtjänster om svensk idrott (Kon:sGM5, 2022) för framstående insatser inom orientering, skidorientering och skyrunning[49]
- Svenska Dagbladets guldmedalj (SvDGM, 2019) för glimrande guldregn i en serie bragder, med total kontroll i avgörande lägen[50]
- Jerringpriset (2019) vid Svenska idrottsgalan i januari 2020
- Årets bästa kvinnliga idrottare år 2019 och 2021.[51][52][53]